# Alpha Delphini
α Delphini (Alpha Delphini, kurz α Del) ist ein Dreifachstern im Sternbild Delphin. Mit einer scheinbaren Helligkeit von 3,77 mag handelt es sich um den zweithellsten Stern im Delphin (hinter β Delphini mit 3,63 mag). α Delphini trägt auch den Eigennamen Sualocin. Dieser geht auf einen Scherz des italienischen Astronomen Niccolò Cacciatore zurück, der diesen Namen erstmals in seinem Palermo Star Catalogue (1814) erwähnt. Cacciatores latinisierter Name lautete Nicolaus Venator, der Vorname rückwärts gelesen ergibt Sualocin (analog dazu siehe auch: Rotanev).
Bei α Delphini handelt es sich um ein kompaktes Dreifachsternsystem. 1974 wurde mit dem 60-Zoll-Teleskop am Mount-Wilson-Observatorium α Delphini als enger Doppelstern mit einer Winkeldistanz 0,2″ aufgelöst. Die Komponenten α Delphini Aa und α Delphini Ab sind 3,86 mag und 6,43 mag hell. α Delphini Ab selbst ist wiederum ein nicht aufgelöster astrometrischer Doppelstern und zeigt beim Umlauf um Aa „Wobble“-Bewegungen, die bei hochpräzisen, interferometrisch vorgenommenen astrometrischen Messungen an der CHARA-Array (2017 bis 2019) entdeckt wurden. Nach Tyler Gardner et al. (2021) besitzt das äußere System eine Umlaufzeit von 6175,3 ± 3,2 Tagen (16,91 ± 0,01 Jahre) und eine große Halbachse von 12,7 ± 0,4 AE und das innere System eine Umlaufzeit von 29,979 ± 0,011 Tagen und eine große Halbachse von 0,281 ± 0,008 AE. Die Massen der Sterne betragen 3,83 ± 0,33 M☉ (Aa), 1,82 ± 0,15 M☉ (Ab1) und 1,49 ± 0,12 M☉ (Ab2).
Die Spektralklasse von α Delphini lautet im MK-System standardmäßig B9 IV. Eine an der Starfire Optical Range mittels adaptiver Optik durchgeführte Untersuchung der Einzelsterne ergab für α Delphini Aa den Spektraltyp A0 (± 3 Subklassen), während α Delphini Ab ein später G-Stern zu sein scheint. α Delphini Aa besitzt eine effektive Temperatur von 10 700 K und eine Leuchtkraft von ca. 250 L☉. Die projizierte äquatoriale Rotationsgeschwindigkeit ({\displaystyle v\cdot \sin i}) beträgt 138 km/s.
Laut neuen Gaia-Messungen (Gaia EDR3) beträgt die Entfernung des Systems 73 pc (ca. 238 Lj). Aus der von Gardner et al. (2021) bestimmten dynamischen Parallaxe ergibt sich eine etwas größere Entfernung von 78,5 ± 2,2 pc (ca. 256 Lj).
Der Washington Double Star Catalog verzeichnet im Umkreis von 1,3′ um α Delphini noch fünf optische Begleiter der 11. bis 13. Größenklasse (α Delphini B, C, D, E und F).